# Melastomatoideae
Melastomatoideae je potporodica melastomovki, porodice iz reda mirtolike (Myrtales). Sastoji se od 21 tribusa.
Potporodica je opisana 1828.

## Tribusi
Melastomatoideae
1. Tribus Astronieae Triana
  1. Tessmannianthus Markgr. (7 spp.)
  2. Astronidium A. Gray (68 spp.)
  3. Beccarianthus Cogn. (9 spp.)
  4. Astrocalyx Merr. (1 sp.)
  5. Astronia Blume (58 spp.)
2. Tribus Bertolonieae Triana
  1. Bertolonia Raddi (35 spp.)
3. Tribus Blakeeae Benth. & Hook. f. (Pyxidantheae)
  1. Chalybea Naudin (11 spp.)
  2. Blakea P. Browne (199 spp.)
4. Tribus Cambessedesieae, novi tribus[2]
  1. Cambessedesia DC. (26 spp.)
  2. Merianthera Kuhlm. (8 spp.)
  3. Huberia DC. (37 spp.)
5. Tribus Cyphostyleae Gleason
  1. Quipuanthus Michelang. & C. Ulloa (1 sp.)
  2. Alloneuron Pilg. (6 spp.)
  3. Allomaieta Gleason (10 spp.)
  4. Wurdastom B. Walln. (10 spp.)
6. Tribus Dinophoreae Penneys & Ver.-Lib.
  1. Ochthocharis Blume (8 spp.)
  2. Dinophora Benth. (1 sp.)
7. Tribus Dissochaeteae Triana
  1. Creochiton Blume (13 spp.)
  2. Dalenia Korth. (9 spp.)
  3. Diplectria (Blume) Rchb. (7 spp.)
  4. Dissochaeta Blume (29 spp.)
  5. Macrolenes Naudin (27 spp.)
8. Tribus Eriocnemeae Penneys & Almeda
  1. Ochthephilus Wurdack (1 sp.)
  2. Eriocnema Naudin (2 spp.)
  3. Physeterostemon R. Goldenb. & Amorim (5 spp.)
9. Tribus Feliciadamieae Jacq.-Fél. ex Penneys
  1. Feliciadamia Bullock (1 sp.)
10. Tribus Henrietteeae Penneys, Michelang., Judd & Almeda
  1. Kirkbridea Wurdack (2 spp.)
  2. Bellucia Neck. (22 spp.)
  3. Henriettea DC. (69 spp.)
11. Tribus Lavoisiereae DC.
  1. Rhynchanthera DC. (19 spp.)
  2. Poteranthera Bong. (6 spp.)
  3. Microlicia D. Don (296 spp.)
12. Tribus Lithobieae Penneys & Almeda
  1. Lithobium Bong. (1 sp.)
13. Tribus Marcetieae M.J.Rocha, P.J.F.Guim. & Michelang.
  1. Comoliopsis Wurdack (3 spp.)
  2. Mallophyton Wurdack (1 sp.)
  3. Pseudoernestia (Cogn.) Krasser (2 spp.)
  4. Comolia DC. (13 spp.)
  5. Acisanthera P. Browne (11 spp.)
  6. Noterophila Mart. (8 spp.)
  7. Dicrananthera C. Presl (1 sp.)
  8. Rostranthera M. J. Rocha & P. J. F. Guim. (1 sp.)
  9. Leiostegia Benth. (1 sp.)
  10. Sandemania Gleason (1 sp.)
  11. Siphanthera Pohl (20 spp.)
  12. Ernestia DC. (12 spp.)
  13. Macairea DC. (23 spp.)
  14. Brasilianthus Almeda & Michelang. (1 sp.)
  15. Nepsera Naudin (1 sp.)
  16. Appendicularia DC. (4 spp.)
  17. Acanthella Hook.f. (2 spp.)
  18. Marcetia DC. (38 spp.)
  19. Fritzschia Cham. (12 spp.)
  20. Aciotis D. Don (14 spp.)
14. Tribus Melastomateae Bartl.
  1. Loricalepis Brade (2 spp.)
  2. Pterogastra Naudin (2 spp.)
  3. Pterolepis (DC.) Miq. (17 spp.)
  4. Desmoscelis Naudin (2 spp.)
  5. Tibouchina Aubl. (28 spp.)
  6. Pleroma D. Don (185 spp.)
  7. Heterocentron Hook. & Arn. (14 spp.)
  8. Centradenia G. Don (4 spp.)
  9. Schwackaea Cogn. (1 sp.)
  10. Pilocosta Almeda & Whiffin (5 spp.)
  11. Andesanthus P. J. F. Guim. & Michelang. (9 spp.)
  12. Brachyotum (DC.) Triana (55 spp.)
  13. Chaetogastra DC. (123 spp.)
  14. Monochaetum (DC.) Naudin (53 spp.)
  15. Bucquetia DC. (3 spp.)
  16. Castratella Naudin (2 spp.)
  17. Chaetolepis (DC.) Miq. (11 spp.)
  18. Guyonia Naudin (14 spp.)
  19. Anaheterotis Ver.-Lib. & G. Kadereit (1 sp.)
  20. Argyrella Naudin (7 spp.)
  21. Cailliella Jacq.-Fél. (1 sp.)
  22. Melastomastrum Naudin (7 spp.)
  23. Tristemma Juss. (15 spp.)
  24. Dichaetanthera Endl. (37 spp.)
  25. Dissotidendron (A. Fern. & R. Fern.) Ver.-Lib. & G. Kadereit (11 spp.)
  26. Heterotis Benth. (6 spp.)
  27. Melastoma L. (93 spp.)
  28. Osbeckia L. (44 spp.)
  29. Amphorocalyx Baker (5 spp.)
  30. Dionycha Naudin (3 spp.)
  31. Rousseauxia DC. (13 spp.)
  32. Nothodissotis Ver.-Lib. & G. Kadereit (2 spp.)
  33. Dupineta Raf. (5 spp.)
  34. Pseudosbeckia A. Fern. &. R. Fern. (1 sp.)
  35. Rosettea Ver.-Lib. & G. Kadereit (21 spp.)
  36. Derosiphia Raf. (1 sp.)
  37. Dissotis Benth. (6 spp.)
  38. Nerophila Naudin (8 spp.)
  39. Antherotoma (Naudin) Hook.f. (12 spp.)
  40. Almedanthus Ver.-Lib. & R. D. Stone (1 sp.)
  41. Eleotis Ver.-Lib. & R. D. Stone (4 spp.)
  42. Pyrotis Ver.-Lib. & R. D. Stone (1 sp.)
  43. Feliciotis Ver.-Lib. & G. Kadereit (12 spp.)
  44. Dissotis s. lat. (2 spp.)
  45. Dionychastrum A. Fern. & R. Fern. (1 sp.)
15. Tribus Merianieae Triana
  1. Macrocentrum Hook.f. (26 spp.)
  2. Adelobotrys DC. (31 spp.)
  3. Graffenrieda DC. (66 spp.)
  4. Centronia D. Don (4 spp.)
  5. Salpinga Mart. ex DC. (12 spp.)
  6. Maguireanthus Wurdack (1 sp.)
  7. Meriania Sw. (124 spp.)
  8. Axinaea Ruiz & Pav. (40 spp.)
16. Tribus  Miconieae DC.
  1. Miconia Ruiz & Pav. (1914 spp.)
17. Tribus  Rhexieae DC.
  1. Rhexia Gronov. (13 spp.)
  2. Pachyloma DC. (4 spp.)
  3. Arthrostemma Ruiz & Pav. (4 spp.)
18. Tribus Rupestreeae Penneys & R. Goldenb.
  1. Rupestrea R.Goldenb., Almeda & Michelan. (2 spp.)
19. Tribus  Sonerileae Triana
  1. Opisthocentra Hook.f. (1 sp.)
  2. Neblinanthera Wurdack (1 sp.)
  3. Tateanthus Gleason (1 sp.)
  4. Boyania Wurdack (3 spp.)
  5. Phainantha Gleason (5 spp.)
  6. Benna Burgt & Ver.-Lib. (1 sp.)
  7. Tryssophyton Wurdack (2 spp.)
  8. Gravesia Naudin (115 spp.)
  9. Bourdaria A. Chev. (1 sp.)
  10. Dicellandra Hook.f. (3 spp.)
  11. Mendelia Ver.-Lib. & G. Kadereit (1 sp.)
  12. Calvoa Hook.f. (20 spp.)
  13. Cincinnobotrys Gilg (9 spp.)
  14. Preussiella Gilg (2 spp.)
  15. Amphiblemma Naudin (14 spp.)
  16. Vietsenia C. Hansen (4 spp.)
  17. Scorpiothyrsus H. L. Li (3 spp.)
  18. Poilannammia C. Hansen (4 spp.)
  19. Tashiroea Matsum. ex Ito & Matsum. (12 spp.)
  20. Tigridiopalma C. Chen (3 spp.)
  21. Nephoanthus C. W. Lin & T. C. Hsu (2 spp.)
  22. Medinilla Gaudich. (383 spp.)
  23. Boerlagea Cogn. (1 sp.)
  24. Pachycentria Blume (8 spp.)
  25. Plethiandra Hook.f. (8 spp.)
  26. Cyanandrium Stapf (4 spp.)
  27. Brittenia Cogn. (1 sp.)
  28. Enaulophyton Steenis (2 spp.)
  29. Driessenia Korth. (19 spp.)
  30. Heteroblemma (Blume) Cámara-Leret, Ridd.-Num. & Veldkamp (15 spp.)
  31. Catanthera F. Muell. (19 spp.)
  32. Kendrickia Hook.f. (1 sp.)
  33. Sonerila Roxb. (209 spp.)
  34. Sarcopyramis Wall. (4 spp.)
  35. Barthea Hook.f. (1 sp.)
  36. Oxyspora DC. (12 spp.)
  37. Allomorphia Blume (16 spp.)
  38. Anerincleistus Korth. (31 spp.)
  39. Poikilogyne Baker f. (27 spp.)
  40. Tylanthera C. Hansen (2 spp.)
  41. Aschistanthera C. Hansen (1 sp.)
  42. Tayloriophyton M. P. Nayar (2 spp.)
  43. Hylocharis Miq. (4 spp.)
  44. Campimia Ridl. (2 spp.)
  45. Neodriessenia M. P. Nayar (6 spp.)
  46. Phyllagathis Blume (1 sp.)
  47. Styrophyton S. Y. Hu (1 sp.)
  48. Fordiophyton Stapf (16 spp.)
  49. Kerriothyrsus C. Hansen (1 sp.)
  50. Blastus Lour. (11 spp.)
  51. Stussenia C. Hansen (1 sp.)
  52. Bredia Blume (26 spp.)
  53. Plagiopetalum Rehder (3 spp.)
  54. Phyllagathis auct. (50 spp.)
  55. Cyphotheca Diels (1 sp.)
  56. Sporoxeia W. W. Sm. (8 spp.)
  57. Perilimnastes Ridl. (20 spp.)
20. Tribus Stanmarkieae Penneys & Almeda
  1. Stanmarkia Almeda (2 spp.)
  2. Centradeniastrum Cogn. (2 spp.)
21. Tribus Trioleneae Bacci, Michelang. & R. Goldenb.,[3]
  1. Monolena Triana (16 spp.)
  2. Triolena Naudin (26 spp.)